# I minnet gjutet

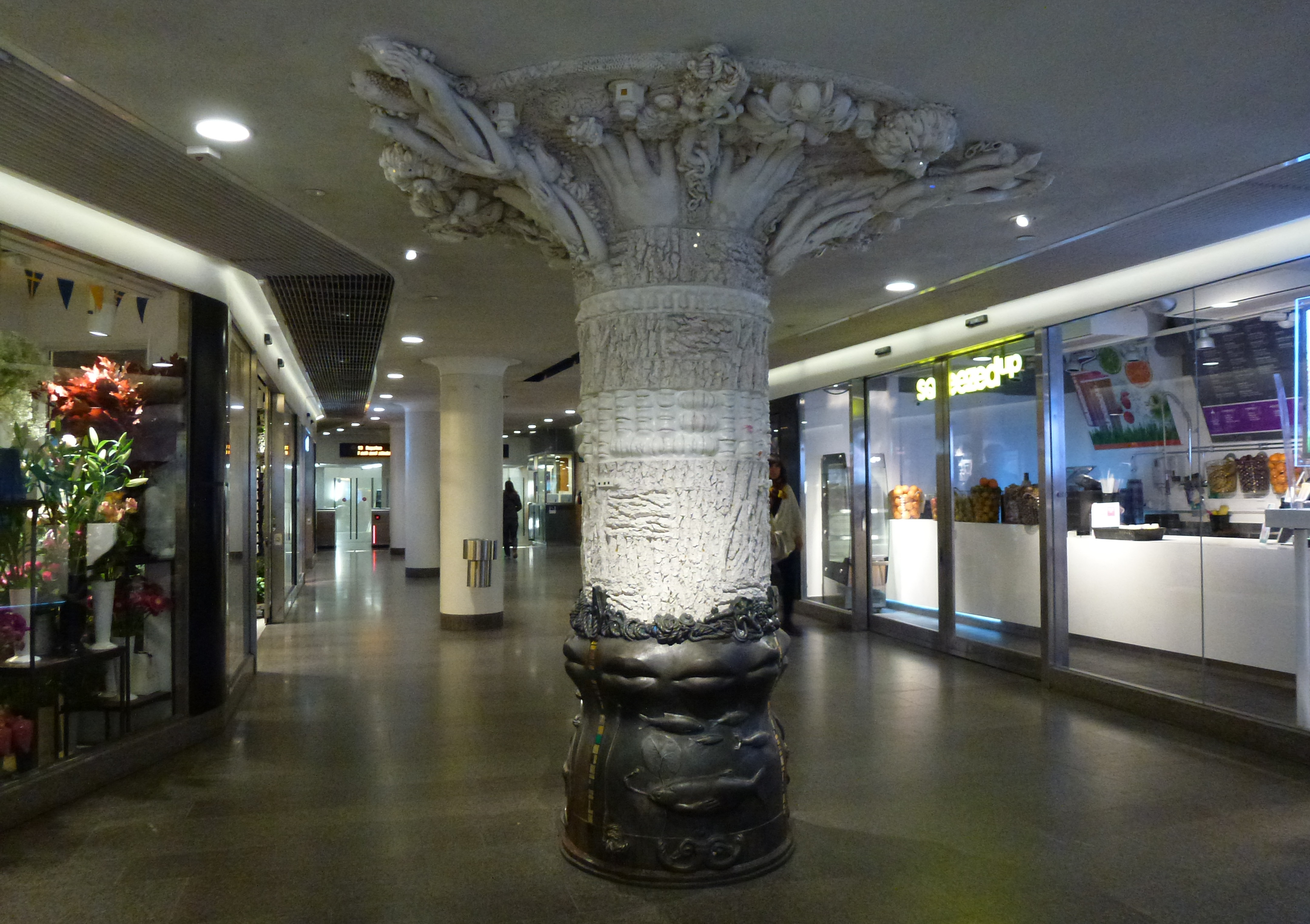
Eva Ziggy Berglunds pelarskulptur I minnet gjutet.

I minnet gjutet är en skulptur på tunnelbaneplanet, station Hornstull på Södermalm i Stockholm. Pelaren I minnet gjutet är ett surrealistiskt konstverk som skapades år 2012 av Eva Ziggy Berglund.
I ramen för omdaningen av fastigheten Bulten 19 renoverades och byggdes om även tunnelbanans biljetthall mot Hornstull. I samband med det kom år 2012 Eva Ziggy Berglunds pelarskulptur på plats. Skulpturen omger en befintlig äldre betongpelare och består av hundratals avtryck av vardagliga ting. Den övre, ljusa delen består av acrystal och den mörka nedre delen är tillverkat av gjutjärn. Enligt konstnären var tanken att få in historien och vad man kan göra kring Hornstull. Mest iögonfallande är delar från människor, som händer, munnar (hundra olika) och näsor. Men det finns även djur, växter och diverse föremål.
Skulpturen är mycket detaljrik och genom att upprepa avgjutningarna skapas mönster som exempelvis bladen i några av de stora blommorna som visar sig vara munnar eller skosulor. Kring pelaren löper en krans av näsor. Händer och textilavgjutningar strålar ut mot taket. Runt den mörka nedre delen ligger en ring av läppar i storformat, därunder simmar fiskar.
För sin pelare bjöd Eva Ziggy Berglund Hornstullsbor till sin ateljé i Västertorp. En skylt förklarade: ”Föreviga dig i det offentliga konstverket här i Hornstulls tunnelbana. Ziggy modellerar in ditt tryne i konstverket”. Under de fem dagar hon höll öppet kom omkring 150 personer i alla åldrar till ateljén och lät tillverka gipsavtryck av sina kroppsdelar. Den yngsta var fem år och den äldsta uppemot 80.

## Detaljer

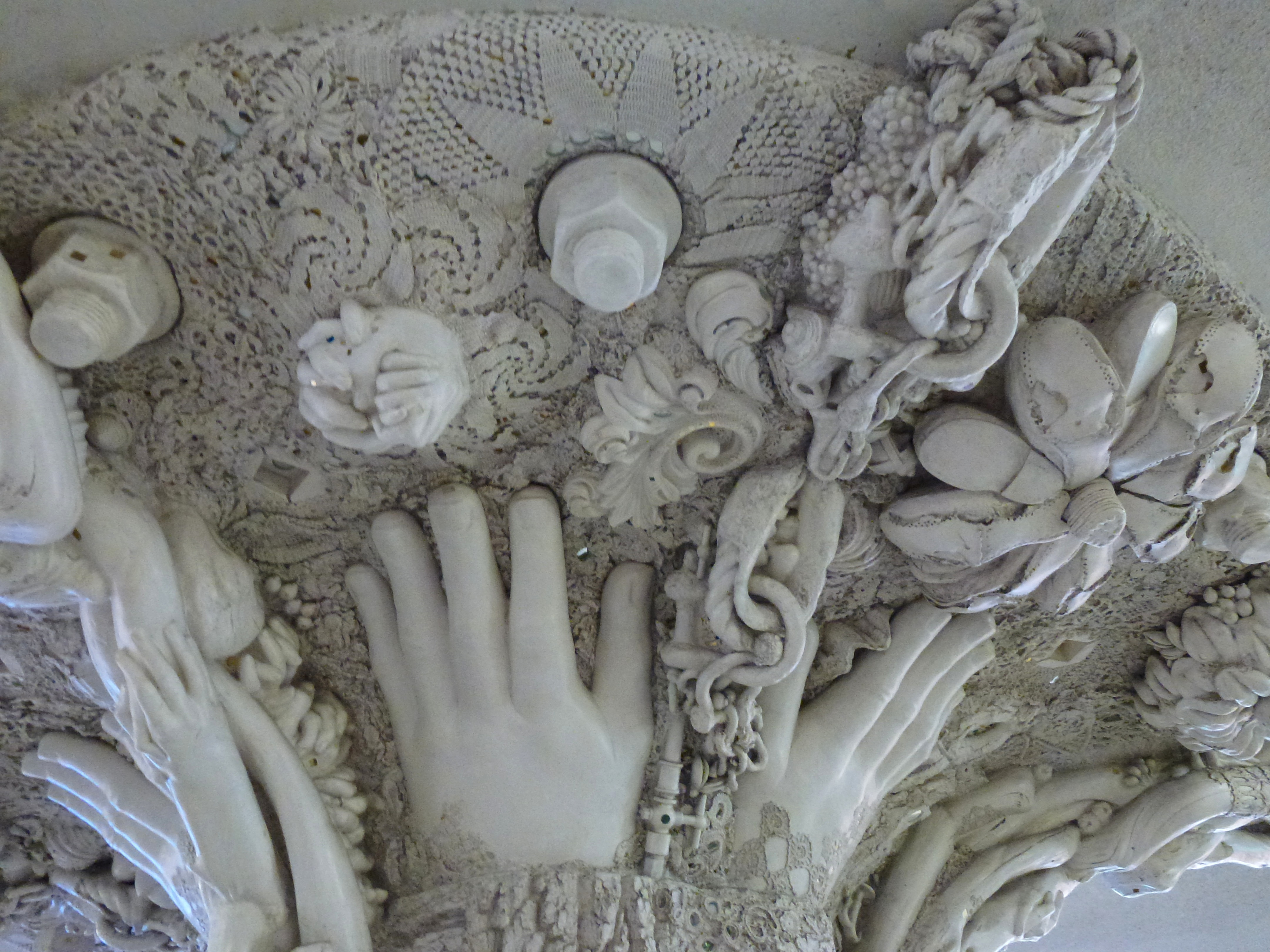
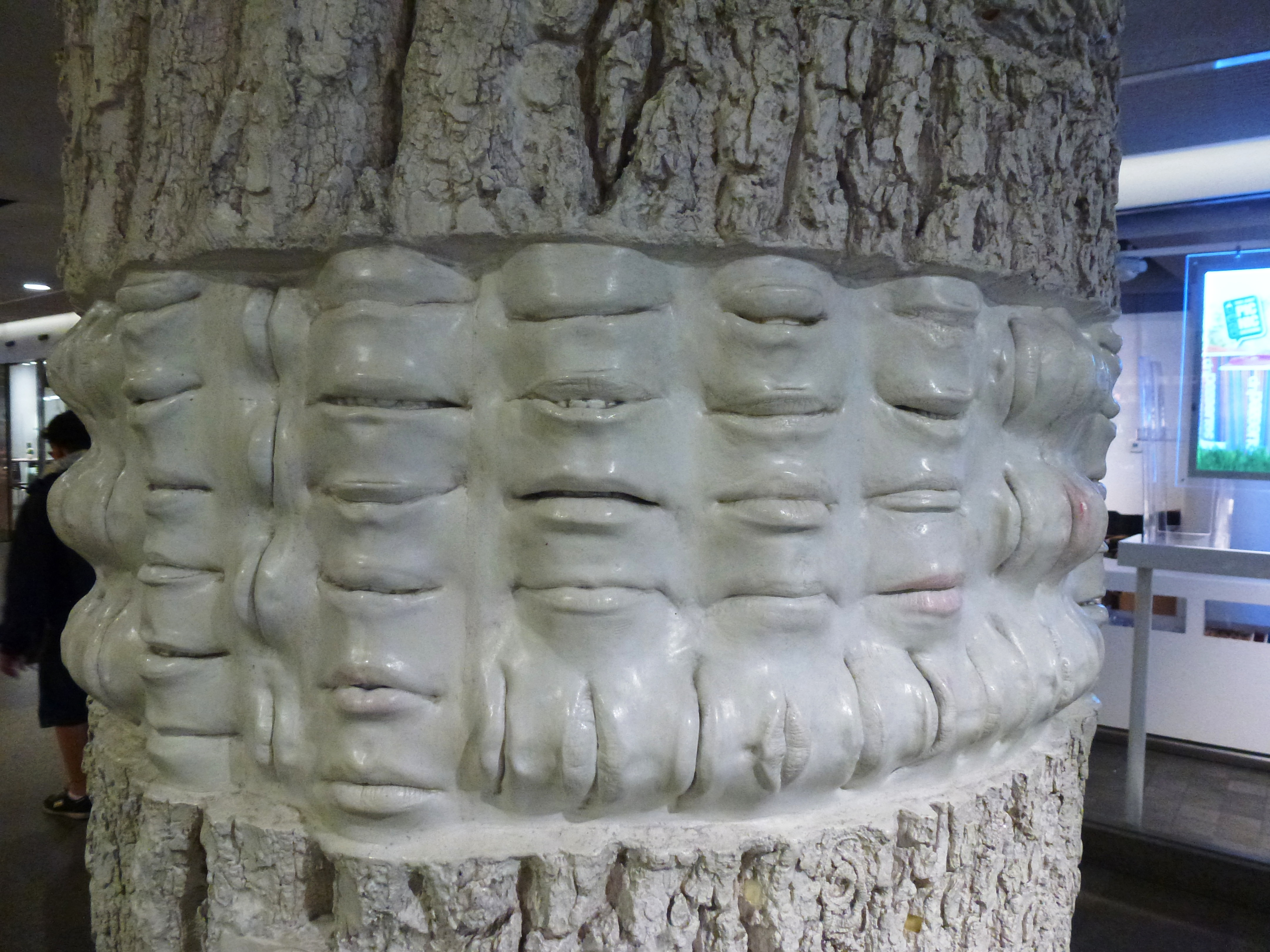
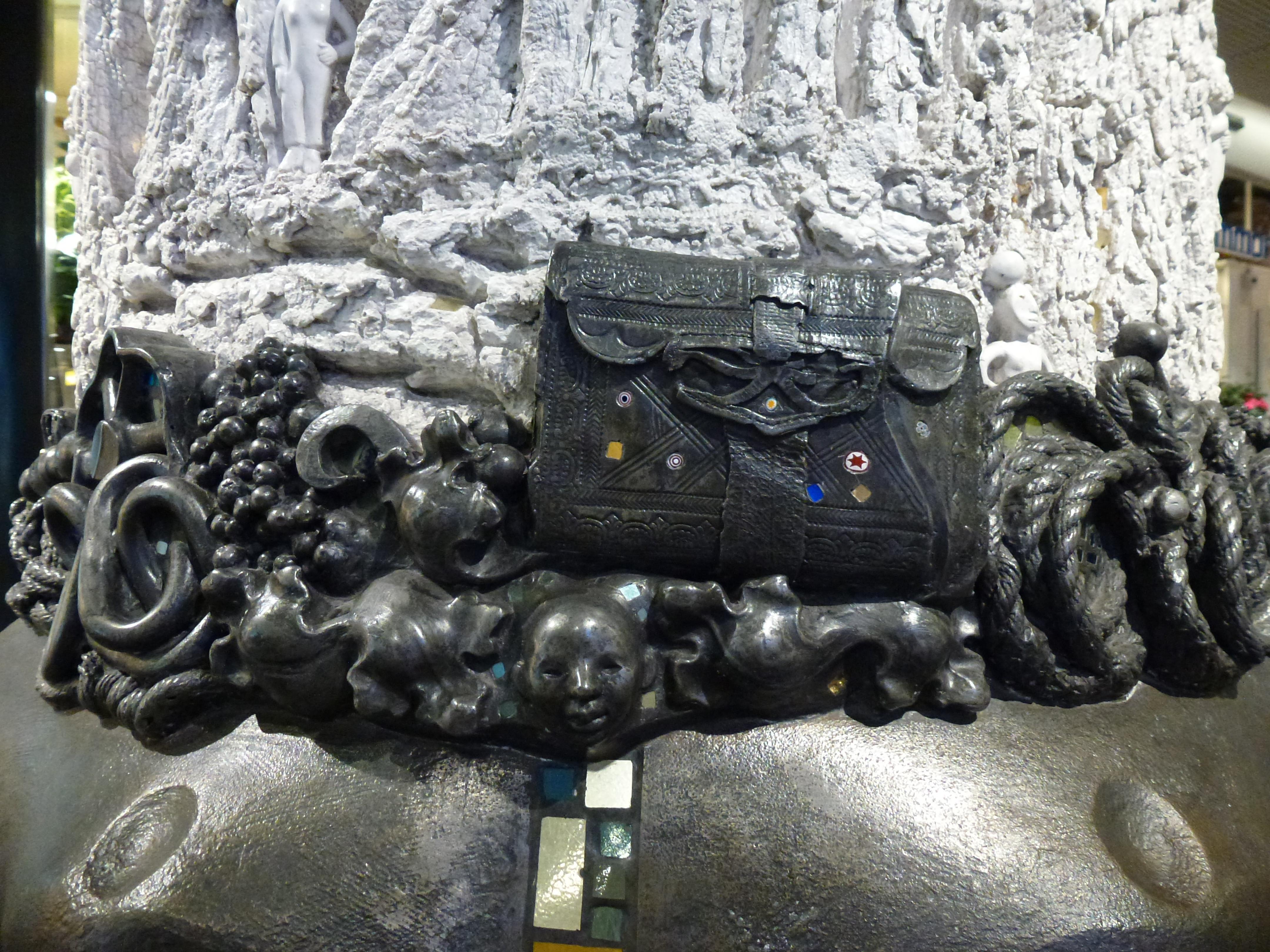
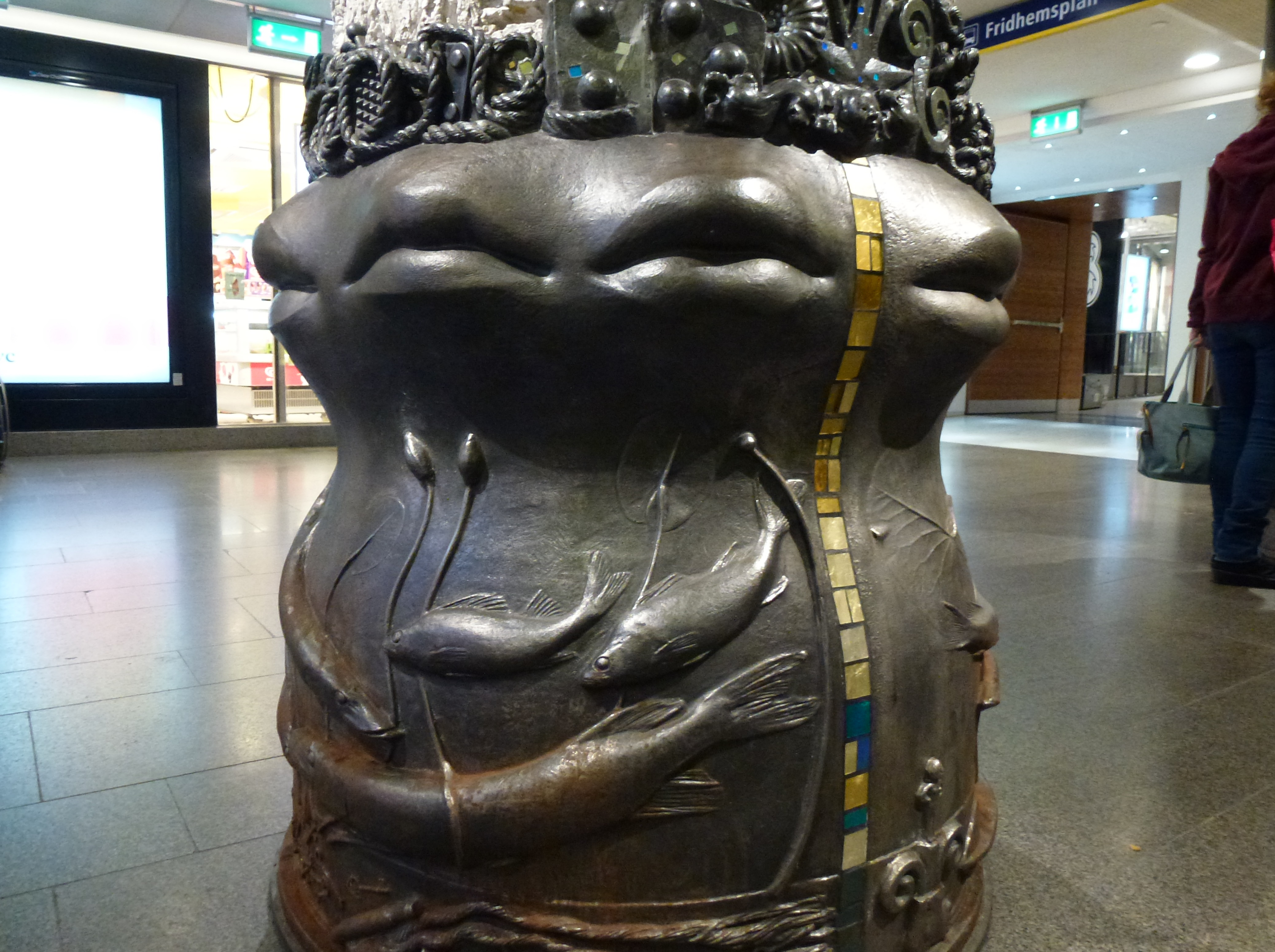